# ورخنه‌مورسالیایوو
ورخنه‌مورسالیایوو (انگلیسی: Verkhnemursalyayevo) یک شهرک در شهرستان کوگارچینسکی جمهوری باشقیرستان در کشور روسیه است.